# Aayitha Ezhuthu
Aayutha Ezhuthu (Ayitha Ezhuthu; Ayutha Ezhuthu, tłumaczenie: "Trzy punkty") to film w reżyserii Maniego Ratnama zrealizowany w języku tamilskim. W rolach głównych Surya Sivakumar, R. Madhavan i Siddharth Narayan. Muzykę do filmu stworzył sławny A.R. Rahman.
Tytułowe trzy punkty nawiązują do trzech historii bardzo różnych od siebie ludzi, których los zetknie ze sobą. To spotkanie zmieni całkowicie życie każdego z nich. Tematem filmu są też młodzi, którzy mają prawo decydować o losie swojego kraju, brać odpowiedzialność za zmiany w nim. Akcja filmu dzieje się w Ćennaj, stolicy Tamilnadu.
Równolegle Mani Ratnam zrobił wersję filmu w hindi pt. Yuva.

## Obsada
- Surya Sivakumar jako Michael Vasanth
- Madhavan jako Inbasekar / Inba
- Meera Jasmine jako Sashi
- Esha Deol jako Geetha
- Siddharth Narayan jako Arjun Balakrishnan
- Trisha Krishnan jako Meera
- Bharathiraja jako Selva Nayagam
- Sreeman jako Dilli

## Muzyka i piosenki
Autorem muzyki jest A.R. Rahman, który skomponował też muzykę do takich filmów jak: Rangeela, Kisna, Swades, Yuva, Water, Rebeliant, Rang De Basanti, Guru, Dil Se, Saathiya, Lagaan, Taal, Zubeidaa, Earth, Tehzeeb, The Legend of Bhagat Singh, Bombay, Kannathil Muthamittal, Boys.
6 piosenek w filmie do tekstu Vairamuthu.
- Hai Goodbye Nanba – Sunitha Sarathy, Shankar Mahadevan, Lucky Ali, Karthik
- Sandai Kozhi – Madhushree, A.R. Rahman
- Nenjam Ellam – Adnan Sami, Sujatha Mohan
- Dol Dol – Blaaze, Shahin Badar
- Yaakai Thiri – Sunitha Sarathy, A.R. Rahman, Shalini Singh
- Jana Gana Mana – A.R. Rahman, Karthik